# Dean Kiely
Pour les articles homonymes, voir Kiely.
Dean Lawrence Kiely, né le 10 octobre 1970 à Salford en Angleterre, est un footballeur international irlandais. Il occupe le poste de gardien de but dans différents clubs anglais et compte onze sélections en équipe nationale irlandaise. Au terme de sa carrière de joueur il devient entraîneur spécialisé dans l'entraînement des gardiens de but.

## Biographie

### En club
Dean Kiely nait le 10 octobre 1970 à Salford dans le Lancashire. Il fréquente l'école de football de West Bromwich Albion à côté de Birmingham avant d'être accepté dans le centre d'Excellence de la FA à Lilleshall. Il va ensuite au centre de formation du Coventry City Football Club comme aspirant avant d'y signer son tout premier contrat professionnel. Kiely est tout de suite prêté à Ipswich Town mais n'arrive pas à jouer en équipe première. Le 9 mars 1990 il est prêté au York City Football Club. Son prêt se transforme en contrat définitif en mai suivant. Le club lui donne sa première chance d'être le gardien régulier en équipe première. en six saisons, Dean Kiely joue 210 matchs avec York.
Après un essai infructueux avec Plymouth Argyle, Dean Kiely signe un contrat avec le Bury Football Club le 15 août 1996 pour une somme décidée au tribunal de £125,000,. Il joue trois saison à Bury qui remporte le titre de champion de troisième division en 1997. Kiely se fait remarquer lors du dernier match de la saison contre Watford FC pour avoir arrêté un pénalty à la 88e minute de la rencontre alors que Bury avait absolument besoin d'un point pour obtenir une deuxième promotion consécutive
Dean Kiely est ensuite transféré le 26 mai 1999 vers le Charlton Athletic Football Club pour une somme d'un million de livres sterling. Il fait ses débuts avec Charlton le 7 août 1999 lors de la première journée de la saison. Il est le gardien titulaire de Charlton entre 1999 et 2005 et devient très populaire auprès des supporters. Signé en provenance d'un club de division inférieure, il est alors considéré comme un exemple de la capacité d'Alan Curbishley à détecter le talent chez des joueurs peu connus. Le 3 novembre 2003 Kiely réalise un arrêt à bout portant contre la frappe de Christophe Dugarry, joueur de Birmingham City. Charlton rempore le match, un des derby de Birmingham, 2-1. Kiely déclarera bien plus tard que cet arrêt est pour lui le plus beau de sa carrière.
Kiely signe ensuite au Portsmouth Football Club le 25 janvier 2006. Il joue une part appréciable dans le fait que le club puisse échapper à la relégation ette saison là. Ses débuts avec les Pompey ont lieu en FA Cup contre le Liverpool FC. Son ésuipe perd le match 1-2 à Fratton Park. L'été suivant, il voit arriver à Portsmouth le gardien international David James. Il ne cache pas sé déception de voir arriver un tel concurrent pour la place de titulaire. Apprenant peu après la possible arrivée de David Ashdown, annonçant une concurrence décuplée, il décide de quitter Portsmouth à l'automne. Il est alors prêté au Luton Town Football Club qui évolue en deuxième division pour une durée d'un mois. Lors de la période de transfert hivernale, il est recruté par le West Bromwich Albion. Il signe un contrat d'une saison et demi et doit remplacer Russell Hoult. Il fait ses débuts deux jours plus tard à l'occasion d'un match contre Plymouth Argyle.

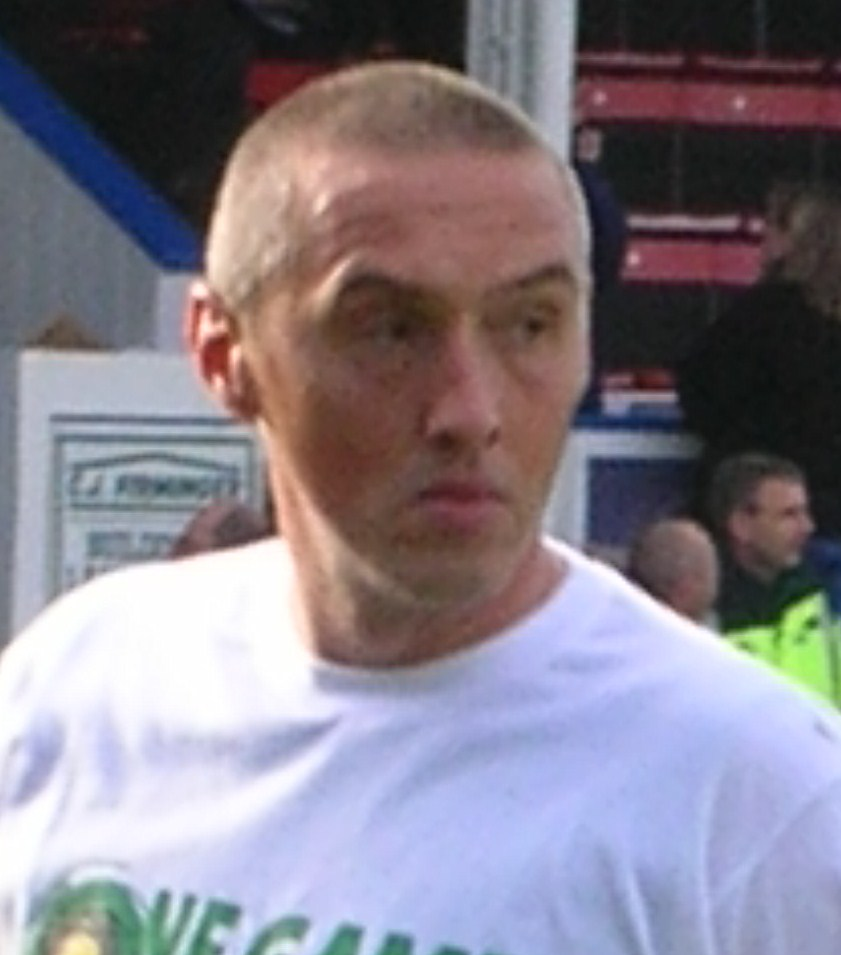
Kiely warming up for West Bromwich Albion in 2007

Dean Kiely jour son 700e match professionnel le 1er septembre 2007 lors d'une victoire 2-0 en championnat sur Barnsley.

### En équipe nationale
Dean Kieley nait dans le nord de l'Angleterre. Ayant la nationalité britannique, c'est avec les équipes nationales anglaises qu'il se distingue. Il est sélectionné à 13 reprises avec les moins de 15 ans puis 13 fois avec les moins de 16 ans et enfin 4 sélections en 1988 avec les moins de 18 ans. Alors qu'il est sous contrat avec Bury il a la possibilité de s'engager avec l'équipe d'Irlande grâce à ses ascendants irlandais. Il commence par une sélection en équipe B lors d'un match d'entrainement contre une sélection du championnat d'Irlande en février 1999. Il est titulaire dans les buts et remplacé à la mi-temps par Nick Colgan
Kiely obtient sa première sélection à l'occasion d'une rencontre des qualifications à l'Euro 2000 en novembre 1999 contre la Turquie. Pour ce match il est remplaçant au commencement du match et entre à la 61e minute en remplacement d'Alan Kelly.
Dean Kiely a disputé son premier match avec l'équipe d'Irlande contre l'équipe de Turquie pour le match de barrage qualificatif à l'Euro 2000 mais il n'a pas pu empêcher son équipe d'être éliminée à la suite d'un penalty turc. Dean Kiely n'a par la suite joué que si le titulaire Shay Given était indisponible. Devant faire face à la concurrence très importante d'un des plus importants gardiens irlandais Shay Given qui accumulera 134 sélections, il est convoqué très régulièrement en équipe nationale, mais il ne joue qu'en cas de blessure de Given. En 2003, après 8 sélections, il décide de mettre un terme à sa carrière internationale.
En avril 2008, l'entraîneur-adjoint de Giovanni Trapattoni, l'Irlandais Liam Brady suggère de le faire revenir dans le groupe d'internationaux. C'est chose faite en mai 2008 lors du premier match dirigé par Trapattoni. Après trois nouvelles sélections, il arrête de nouveau sa carrière internationale quand Trapattoni lui apprend qu'il ne sera dès lors que le troisième gardien derrière bien évidemment Shay Given mais aussi derrière Keiren Westwood. Au total il compte donc onze sélections en équipe nationale d’Irlande entre 1999 et 2008.

## Palmarès
| - Bury FC - League One - Champion : 1997 |  | - Charlton Athletic - Championship - Champion : 2000 |

| - West Bromwich Albion - Championship - Champion : 2008 |

## Éléments statistiques
| Saison                | Club                  | Championnat           | Championnat | Championnat | Coupe(s) nationale(s) | Coupe(s) nationale(s) | Compétition(s) continentale(s) | Compétition(s) continentale(s) | Compétition(s) continentale(s) | République d'Irlande | République d'Irlande | Total | Total |
| Saison                | Club                  | Division              | M.          | B.          | M.                    | B.                    | Comp.                          | M.                             | B.                             | M.                   | B.                   | M.    | B.    |
| 1990-1991             | York City             | Fourth Division       | 17          | 0           | 1                     | 0                     | -                              | -                              | -                              | -                    | -                    | 18    | 0     |
| 1991-1992             | York City             | Fourth Division       | 21          | 0           | 1                     | 0                     | -                              | -                              | -                              | -                    | -                    | 22    | 0     |
| 1992-1993             | York City             | Third Division        | 43          | 0           | 3                     | 0                     | -                              | -                              | -                              | -                    | -                    | 46    | 0     |
| 1993-1994             | York City             | Second Division       | 48          | 0           | 4                     | 0                     | -                              | -                              | -                              | -                    | -                    | 52    | 0     |
| 1994-1995             | York City             | Second Division       | 46          | 0           | 6                     | 0                     | -                              | -                              | -                              | -                    | -                    | 52    | 0     |
| 1995-1996             | York City             | Second Division       | 40          | 0           | 6                     | 0                     | -                              | -                              | -                              | -                    | -                    | 46    | 0     |
| 1996-1997             | Bury FC               | Second Division       | 46          | 0           | 8                     | 0                     | -                              | -                              | -                              | -                    | -                    | 54    | 0     |
| 1997-1998             | Bury FC               | First Division        | 46          | 0           | 6                     | 0                     | -                              | -                              | -                              | -                    | -                    | 52    | 0     |
| 1998-1999             | Bury FC               | First Division        | 41          | 0           | 6                     | 0                     | -                              | -                              | -                              | -                    | -                    | 47    | 0     |
| 1999-2000             | Charlton Athletic     | First Division        | 45          | 0           | 6                     | 0                     | -                              | -                              | -                              | 4                    | 0                    | 55    | 0     |
| 2000-2001             | Charlton Athletic     | Premier League        | 25          | 0           | 3                     | 0                     | -                              | -                              | -                              | -                    | -                    | 28    | 0     |
| 2001-2002             | Charlton Athletic     | Premier League        | 38          | 0           | 5                     | 0                     | -                              | -                              | -                              | 2                    | 0                    | 45    | 0     |
| 2002-2003             | Charlton Athletic     | Premier League        | 38          | 0           | 3                     | 0                     | -                              | -                              | -                              | 2                    | 0                    | 43    | 0     |
| 2003-2004             | Charlton Athletic     | Premier League        | 37          | 0           | 3                     | 0                     | -                              | -                              | -                              | -                    | -                    | 40    | 0     |
| 2004-2005             | Charlton Athletic     | Premier League        | 36          | 0           | 5                     | 0                     | -                              | -                              | -                              | -                    | -                    | 41    | 0     |
| 2005-2006             | Charlton Athletic     | Premier League        | 3           | 0           | 1                     | 0                     | -                              | -                              | -                              | -                    | -                    | 4     | 0     |
| 2005-2006             | Portsmouth FC         | Premier League        | 15          | 0           | 1                     | 0                     | -                              | -                              | -                              | -                    | -                    | 16    | 0     |
| 2006-2007             | Portsmouth FC         | Premier League        | 0           | 0           | 1                     | 0                     | -                              | -                              | -                              | -                    | -                    | 1     | 0     |
| 2006-2007             | Luton Town (prêt)     | Championship          | 11          | 0           | 0                     | 0                     | -                              | -                              | -                              | -                    | -                    | 11    | 0     |
| 2006-2007             | West Bromwich Albion  | Championship          | 20          | 0           | 2                     | 0                     | -                              | -                              | -                              | -                    | -                    | 22    | 0     |
| 2007-2008             | West Bromwich Albion  | Championship          | 44          | 0           | 9                     | 0                     | -                              | -                              | -                              | 2                    | 0                    | 55    | 0     |
| 2008-2009             | West Bromwich Albion  | Premier League        | 3           | 0           | 1                     | 0                     | -                              | -                              | -                              | 1                    | 0                    | 5     | 0     |
| 2009-2010             | West Bromwich Albion  | Championship          | 5           | 0           | 3                     | 0                     | -                              | -                              | -                              | -                    | -                    | 8     | 0     |
| 2010-2011             | West Bromwich Albion  | Premier League        | 0           | 0           | 0                     | 0                     | -                              | -                              | -                              | -                    | -                    | 0     | 0     |
| Total sur la carrière | Total sur la carrière | Total sur la carrière | 664         | 0           | 90                    | 0                     | -                              | 0                              | 0                              | 11                   | 0                    | 765   | 0     |